# Frank Murphy (astista)
Frank Dwyer Murphy (East Chicago, 21 settembre 1889 – Urbana, 11 giugno 1980) è stato un astista statunitense.

## Biografia
Nel 1912 prese parte ai Giochi olimpici di Stoccolma conquistando la medaglia di bronzo a pari merito con Bertil Uggla e William Halpenny.
Dopo essersi diplomato all'Università dell'Illinois a Chicago divenne dirigente dell'Illinois Athletic Association dal 1922 al 1927. Successivamente iniziò a lavorare nel campo delle assicurazioni a Urbana, nell'Illinois. Passò gran parte della sua vita post-agonistica sulla sedia a rotelle a causa di una lesione del midollo spinale.

## Palmarès
| Anno | Manifestazione  | Sede      | Evento           | Risultato | Prestazione | Note |
| ---- | --------------- | --------- | ---------------- | --------- | ----------- | ---- |
| 1912 | Giochi olimpici | Stoccolma | Salto con l'asta | Bronzo    | 3,80 m      |      |